# بولنت أولوسوي
بولنت أولوسوي (بالتركية: Bülent Ulusoy)‏ (مواليد 7 يناير 1978) هو ملاكم تركي، مثّل بلاده في الألعاب الأولمبية الصيفية في دورتي 2000 و2004.

## روابط خارجية
بولنت أولوسوي على موقع اللجنة الأولمبية الدولية (الإنجليزية)
- بولنت أولوسوي على موقع أوليمبيديا (الإنجليزية)